# 西澳銀行
西澳銀行（英語：BankWest），之前被称为Bank of Western Australia，是總部設在澳大利亚西澳珀斯的一間銀行。原爲蘇格蘭哈里法克斯銀行(HBOS)所擁有。但於2008年被澳洲聯邦銀行所收購。
西澳銀行一度在悉尼，墨爾本，布里斯本，阿德萊德和首都堪培拉都設有分公司，但至2022年10月時已經將所有位於東岸的分行關閉。至2024年3月，西澳銀行宣布將會關閉分行，轉型為純網銀。

## 歷史
1859年，西澳大利亚州政府建立，當時名爲西澳農業銀行(Agricultural Bank of Western Australia)。
2001年被蘇格蘭哈里法克斯銀行(HBOS)收購。2008年被澳洲聯邦銀行所收購。

## 產品和服務
西澳銀行提供全面的銀行服務，包括貸款，信用卡和存款等服務。

## 外部連結
西澳銀行官方網站（页面存档备份，存于）